# كين بلاكبيرن (لاعب كرة قدم)
كين بلاكبيرن (بالإنجليزية: Ken Blackburn)‏ هو لاعب كرة قدم بريطاني في مركز الهجوم، ولد في 13 مايو 1951 في ويمبلي في المملكة المتحدة. لعب مع برايتون أند هوف ألبيون.